# Сисак
Си́сак (хорв. Sisak, нім. Sissek, угор. Sziszek, італ. Siscia) — місто в центральній частині Хорватії.
Розташований за 57 км на південний схід від столиці країни Загреба на місці злиття річок Одра, Купа та Сава.
Сисак — адміністративний центр жупанії Сисак-Мославина.

## Загальні відомості

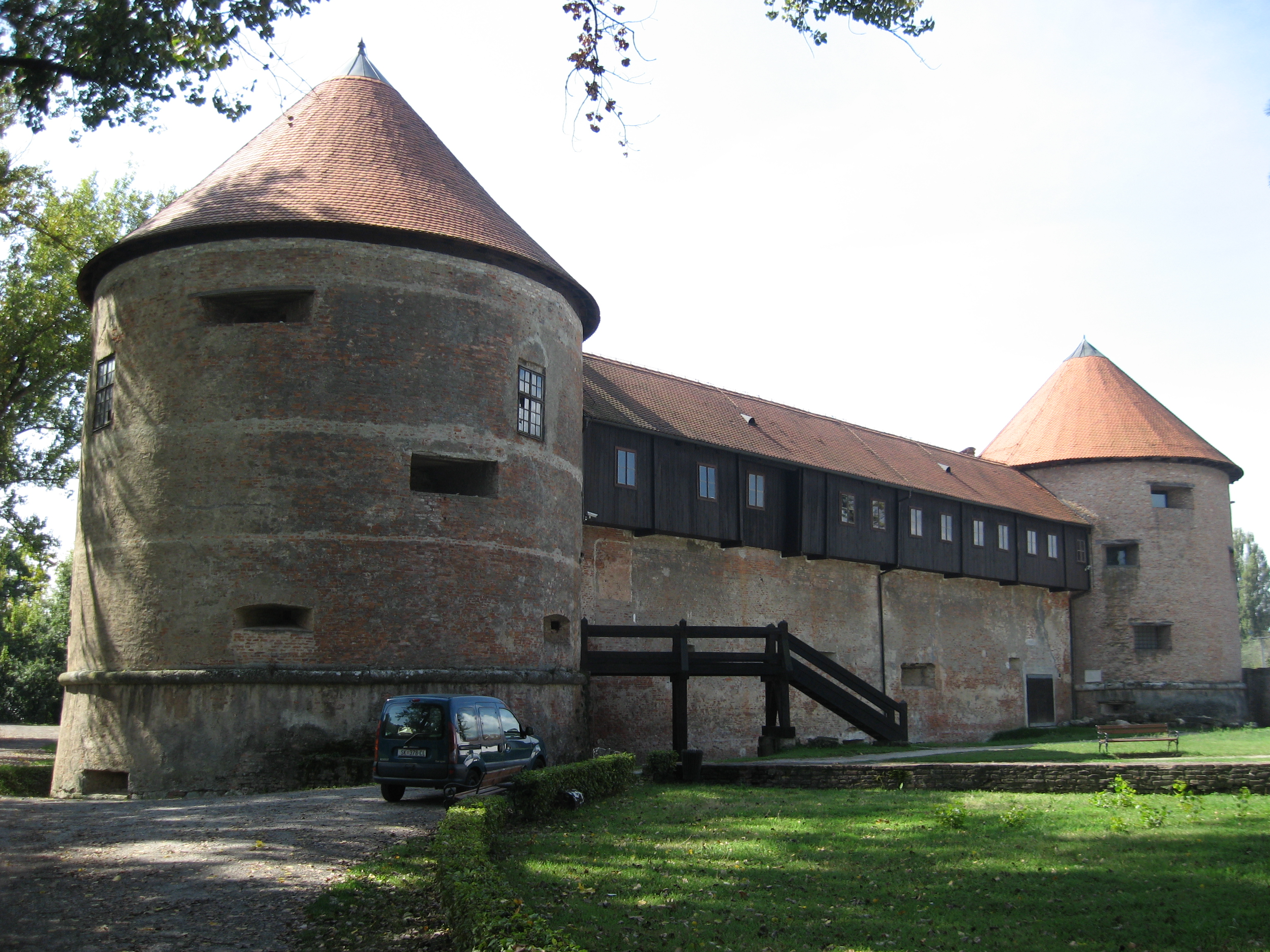
Фортеця

Місто лежить на автотрасі Загреб—Сисак—Петриня і на залізниці Загреб—Сисак—Суня. Зв'язане регулярним автобусним і залізничним сполученням із найбільшими містами Хорватії.
Сисак — один із найбільших у Хорватії річкових портів, починаючи від нього Сава стає судноплавною, і кораблі по ній досягають Дунаю.
У місті розташовано підприємства металургії, легкої, харчової та хімічної промисловості, суднобудування.
Сисак — місто-курорт з великою кількістю мінеральних джерел з температурою від 42 до 54 °C. Неподалік від міста вздовж лівого берега річки Сава розташовується природний парк Лонсько поле (Lonjsko polje).

## Історія

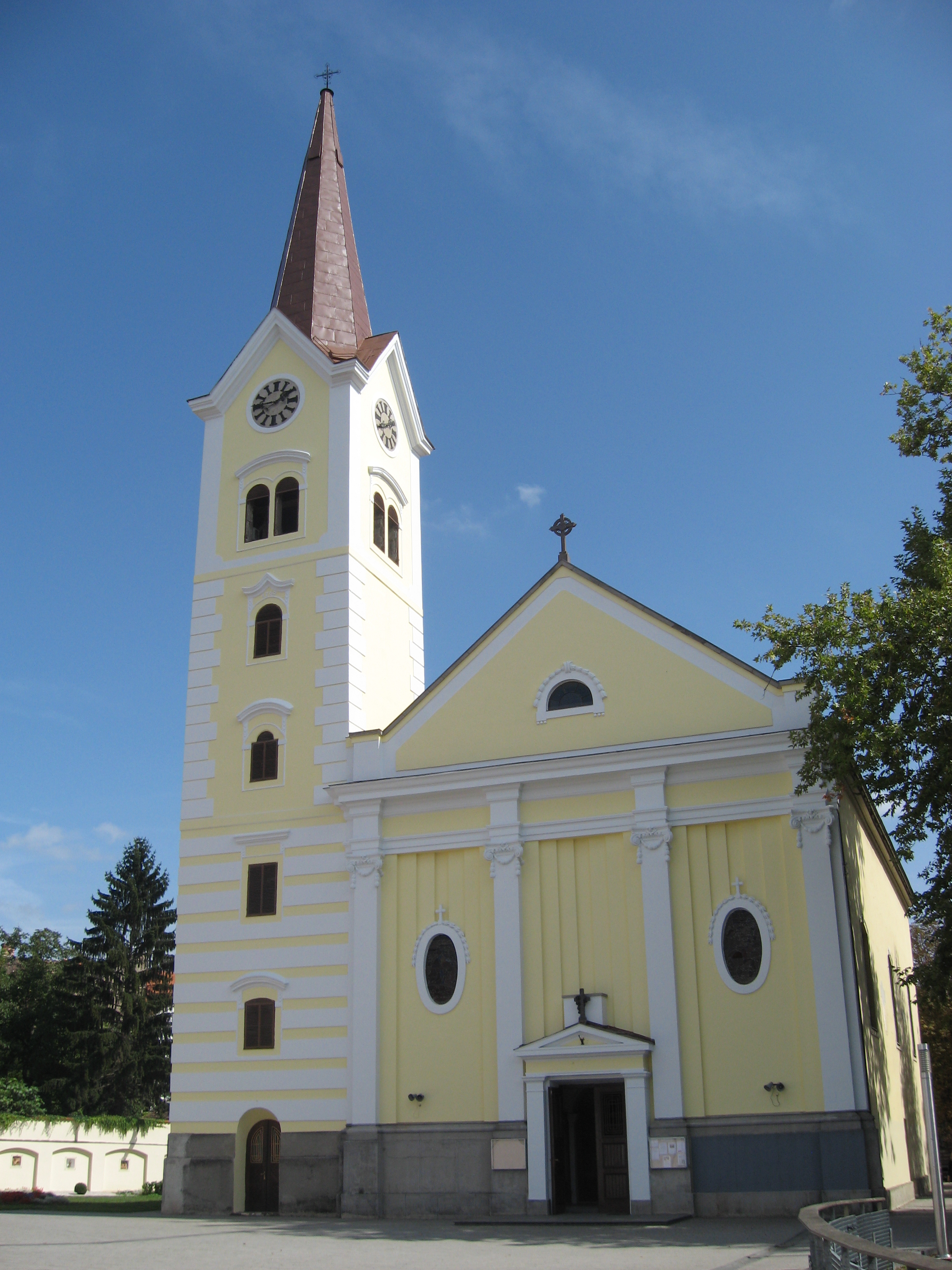
Собор св. Хреста

Історія міста налічує близько 2500 років. В часи Римської імперії місто, що йменувалося Сісція розташовувалось у стратегічному місці злиття трьох річок, швидко розвивалося і досягло статусу столиці провінції Паннонія — Савія. Тут у 303 році було замордовано римлянами під час переслідувань християн св. Квірінія, який зараз є покровителем міста.
Після падіння Імперії місто багаторазово розорялося гунами, аварами та слов'янами. У IX сторіччі слов'яни закріпились на території вздовж Сави і асимілювали неслов'янске населення. Відтоді місто належить місцевим князям, а потому — угорсько-хорватському королівству.
У XVI столітті місто пережило турецьке нашестя, для захисту від турків було збудовано могутні укріплення. Сисак увійшов у історію, коли в 1593 в битві при Сисаку військо Священної Римської імперії розбило турецьку армію, що стало першою значною перемогою над турками в період завоювання ними Балкан. Це призвело до потрапляння посавинського краю під уплив Габсбургів.
Після Першої світової війни разом зі всією Хорватією Сисак став частиною Королівства сербів, хорватів і словенців, пізніше Королівства Югославія.
Впродовж Другої світової війни в околицях міста активно діяли антифашистські партизанські загони, в той самий час у самому місті усташами було обладнано концтабір, який був частиною Ясеновацького табору, де усташі знищували сербів, циган і євреїв.

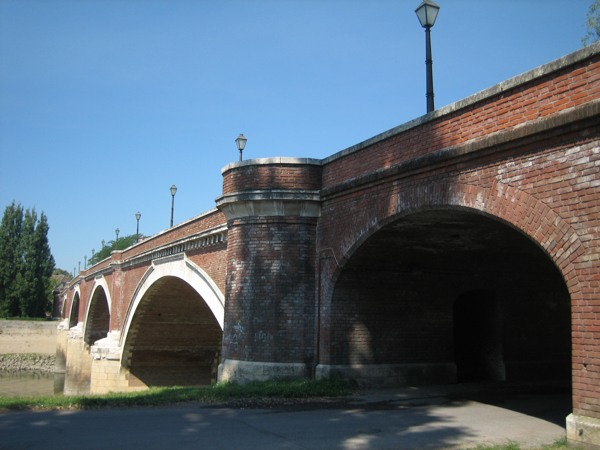
Старий міст

Після розпаду Югославії в 1991 р. місто стало частиною незалежної Хорватії. У війні, що розпочалася за цим, Сисак постраждав від сербських бомбардувань, після припинення бойових дій пошкоджені та зруйновані будівлі було відбудовано.

## Населення
Населення громади за даними перепису 2011 року становило 47768 осіб, 7 з яких назвали рідною українську мову. Населення самого міста становило 33322 осіб.
Динаміка чисельності населення громади:
Динаміка чисельності населення міста:

## Населені пункти
Крім міста Сисак, до громади також входять:
- Блиньський Кут
- Будашево
- Буковсько
- Црнаць
- Чигоч
- Донє Комарево
- Горнє Комарево
- Греда
- Гуще
- Храстелниця
- Язвеник
- Клобучак
- Кратецько
- Летованці
- Лоня
- Лукавець-Посавський
- Маджари
- Мужиловчиця
- Ново Прачно
- Ново Село
- Ново Село-Паланєцько
- Одра-Сисацька
- Паланєк
- Прелощиця
- Села
- Стара Дренчина
- Старо Прачно
- Старо Село
- Ступно
- Сувой
- Тополоваць
- Велико Свиніцько
- Вурот
- Жабно

## Клімат
Середня річна температура становить 11,30 °C, середня максимальна — 25,72 °C, а середня мінімальна — -5,51 °C. Середня річна кількість опадів — 918 мм.
| Клімат міста                                  | Клімат міста | Клімат міста | Клімат міста | Клімат міста | Клімат міста | Клімат міста | Клімат міста | Клімат міста | Клімат міста | Клімат міста | Клімат міста | Клімат міста | Клімат міста |
| Показник                                      | Січ.         | Лют.         | Бер.         | Квіт.        | Трав.        | Черв.        | Лип.         | Серп.        | Вер.         | Жовт.        | Лист.        | Груд.        |              |
| Середній максимум, °C                         | 6,63         | 8,56         | 13,07        | 17,51        | 22,63        | 25,72        | 24,87        | 23,97        | 20,14        | 15,04        | 9,86         | 5,48         |              |
| Середня температура, °C                       | 0,56         | 2,48         | 6,99         | 11,45        | 16,55        | 19,65        | 21,29        | 20,40        | 16,56        | 11,47        | 6,27         | 1,90         |              |
| Середній мінімум, °C                          | −5,51        | −3,6         | 0,93         | 5,36         | 10,49        | 13,57        | 17,70        | 16,81        | 12,97        | 7,89         | 2,68         | −1,68        |              |
| Норма опадів, мм                              | 56           | 53           | 62           | 73           | 81           | 92           | 82           | 86           | 84           | 87           | 92           | 70           |              |
| Середньомісячна швидкість вітру, м/с          | 1.80         | 1.98         | 2.40         | 2.24         | 2.09         | 1.90         | 1.86         | 1.70         | 1.70         | 1.73         | 1.80         | 1.80         |              |
| Середньомісячна сонячна радіація, кДж/м²·день | 4218         | 7015         | 10711        | 15209        | 19408        | 21427        | 22538        | 19559        | 14427        | 8926         | 4699         | 3469         |              |
| --------------------------------------------- | ------------ | ------------ | ------------ | ------------ | ------------ | ------------ | ------------ | ------------ | ------------ | ------------ | ------------ | ------------ | ------------ |
| Джерело:                                      |              |              |              |              |              |              |              |              |              |              |              |              |              |

## Визначні місця
- Трикутна Фортеця XVI століття в межиріччі Купи і Сави.
- Палаци Малі Каптол (Mali Kaptol) в стилі бароко, Велікі Каптол (Veliki Kaptol) в стилі класицизму.
- Старий міст над Купою.
- Кафедральний Собор св. Хреста.
- Руїни римського міста Сісція.

## Міста-побратими

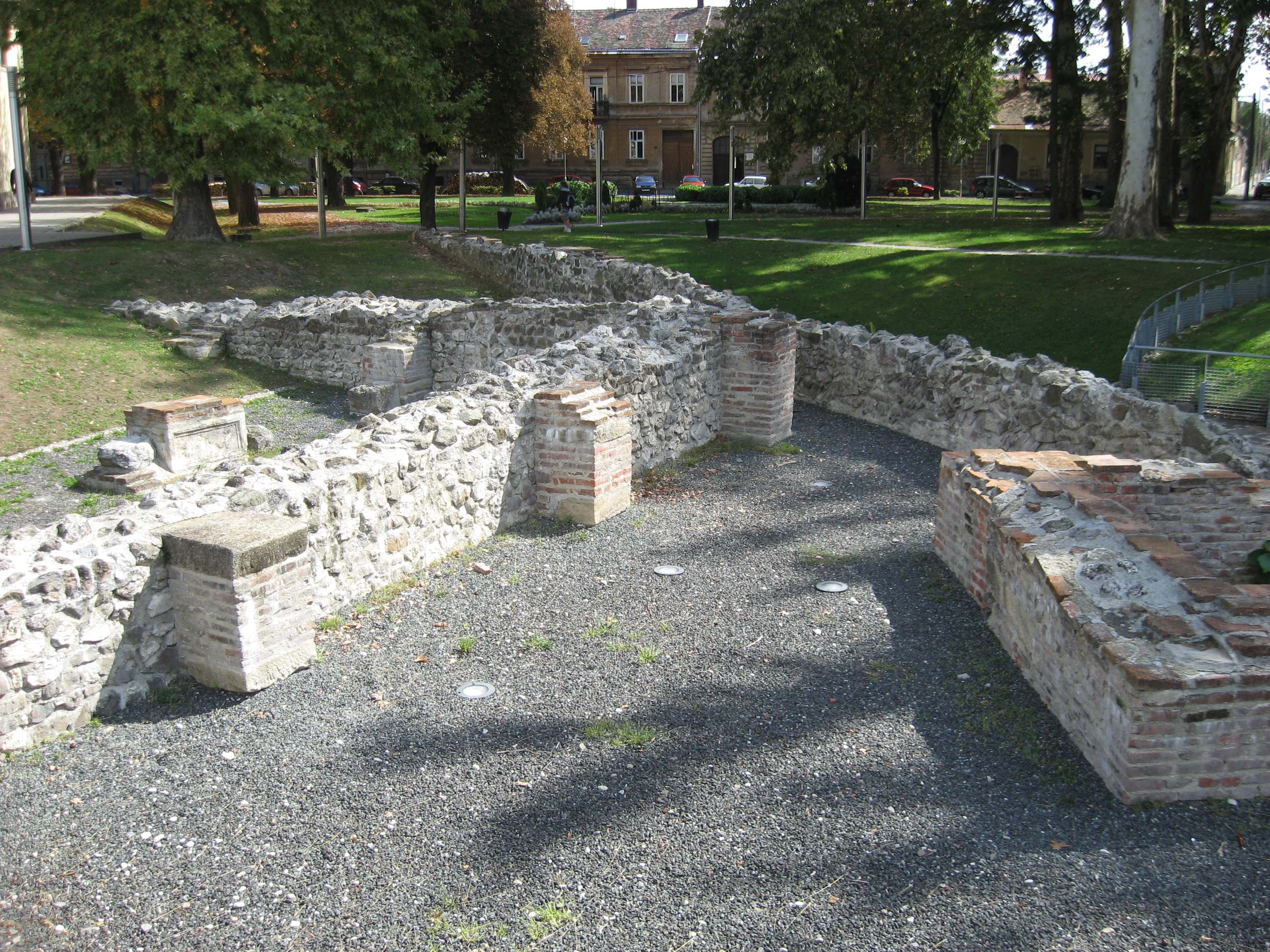
Руїни римського міста

- Болгарія, Габрово[6]
- Чехія, Їглава
- Польща, Лешно
- Німеччина, Ремхінґен
- Угорщина, Сомбатхей
- Німеччина, Гайденгайм-на-Бренці